# Pablo Helman
Pablo Helman (Buenos Aires, 5 luglio 1959) è un effettista argentino.

## Filmografia parziale
- La promessa (The Pledge), regia di Sean Penn (2001)
- Star Wars - Episodio II - L'attacco dei cloni (Star Wars: Episode II - Attack of the Clones), regia di George Lucas (2002)
- Terminator 3 - Le macchine ribelli (Terminator 3: Rise of the Machines), regia di Jonathan Mostow (2003)
- Master & Commander - Sfida ai confini del mare (Master & Commander: The Far Side of the World), regia di Peter Weir (2003)
- The Chronicles of Riddick, regia di David Twohy (2004)
- The Bourne Supremacy, regia di Paul Greengrass (2004)
- La guerra dei mondi (War of the Worlds), regia di Steven Spielberg (2005)
- Jarhead, regia di Sam Mendes (2005)
- Munich, regia di Steven Spielberg (2005)
- Spiderwick - Le cronache (The Spiderwick Chronicles), regia di Mark Waters (2008)
- Indiana Jones e il regno del teschio di cristallo (Indiana Jones and the Kingdom of the Crystal Skull), regia di Steven Spielberg (2008)
- L'ultimo dominatore dell'aria (The Last Airbender), regia di M. Night Shyamalan (2010)
- Battleship, regia di Peter Berg (2012)
- Pain & Gain - Muscoli e denaro (Pain & Gain), regia di Michael Bay (2013)
- Tartarughe Ninja (Teenage Mutant Ninja Turtles), regia di Jonathan Liebesman (2014)
- Tartarughe Ninja - Fuori dall'ombra (Teenage Mutant Ninja Turtles: Out of the Shadows), regia di Dave Green (2016)
- Silence, regia di Martin Scorsese (2016)
- La mummia (The Mummy), regia di Alex Kurtzman (2017)
- The Irishman, regia di Martin Scorsese (2019)

## Riconoscimenti
Premio Oscar
- 2003 - Candidato ai migliori effetti speciali per Star Wars - Episodio II - L'attacco dei cloni[1]
- 2006 - Candidato ai migliori effetti speciali per La guerra dei mondi[2]
- 2020 - Candidato ai migliori effetti speciali per The Irishman[3]